# Heterusia barriosi
Heterusia barriosi är en fjärilsart som beskrevs av Emilio Ureta 1956. Heterusia barriosi ingår i släktet Heterusia och familjen mätare. Inga underarter finns listade i Catalogue of Life.